# Lypothora fernaldii
Lypothora fernaldii es una especie de polilla de la familia Tortricidae. Se encuentra en Chile (Maule, Valdivia).